# Sobrašice à Lužnice
Les sobrašice à Lužnice (en serbe cyrillique : Собрашице у Лужницама ; en serbe latin : Sobrašice u Lužnicama) se trouvent à Lužnice, sur le territoire de la Ville de Kragujevac et dans le district de Šumadija, en Serbie. Elles sont inscrites sur la liste des monuments culturels d'importance exceptionnelle de la République de Serbie (identifiant no SK 344).

## Présentation
Les sobrašice de Lužnice forment une rangée située le long du parvis de l'église, au centre du village ; elles ont été construites entre 1873 et 1876 au moment de l'édification de l'église. Elles servaient à accueillir les familles et leurs amis pour célébrer les fêtes religieuses.
Elles se présentent comme des constructions en bois avec des poutres sculptées et des pierres angulaires. Elles sont recouvertes d'un toit en tuiles à deux ou quatre pans et abritent des tables et des bancs qui, parfois, sont intégrés dans la structure ; des parois forment des compartiments qui séparent les familles ; tous ces compartiments sont protégés par un toit commun.
Après la Seconde Guerre mondiale, ces sobrašice ont progressivement perdu leur fonction antérieure et ont lentement disparu. Les 27 sobrašice de Lužnice constituent l'ensemble le plus important de constructions de ce genre réuni dans un même lieu.